# Ituberá
Ituberá là một đô thị thuộc bang Bahia, Brasil. Đô thị này có diện tích 417,542 km², dân số năm 2007 là 23409 người, mật độ 56,06 người/km².